# 碧流河水库
碧流河水库位于中国辽宁省普兰店、庄河、盖州交界处（分别由大连市、营口市辖），坝址位于普兰店市双塔镇，距普兰店市中心120公里，距大连市170公里。是以供水为主，兼有防洪、灌溉、发电、养殖等功能的大（二）型水库。
目前大连市90%的用水量来自于碧流河水库。